# Mathias Gutmann
Mathias Gutmann (* 8. Februar 1966 in Frankfurt am Main) ist ein Biologe und Philosoph aus der Schule des Methodischen Kulturalismus. Er ist Mitinitiator des Forums für Kritische Interdisziplinarität (FKI) und Preisträger des Landeslehrpreises Baden-Württemberg 2015.

## Leben
Gutmann studierte an der Goethe-Universität in Frankfurt am Main Philosophie, Geschichte, Zoologie, Biophysik und Botanik. Nach dem 1992 erworbenen Diplom wurde er 1995 am Institut für Philosophie der Philipps-Universität Marburg bei Peter Janich promoviert und 1998, wiederum in Frankfurt, in Biologie.
Von 1999 bis 2002 war er als Assistent, von 2002 bis 2008 als Juniorprofessor für „Anthropologie zwischen Biowissenschaften und Kulturforschung“ in Marburg als Philosophiedozent tätig. Er hat sich zusätzlich zur Juniorprofessur 2004 noch konventionell mit einer Schrift über Die Medialität des Erfahrens habilitiert.
Seit Oktober 2008 ist Gutmann Professor für Technikphilosophie am Institut für Philosophie am Karlsruher Institut für Technologie.
Den Landeslehrpreis Baden-Württemberg erhielt er gemeinsam mit Peter Nick 2015 für die Initiative FKI.

## Forschungsschwerpunkte
Beeinflusst von seiner Arbeit zu Theorien biologischer Evolution, hat sich Gutmann in Forschung und Lehre intensiv mit der Wissenschaftstheorie der Biologie, insbesondere der Evolutionsbiologie und der Genetik, befasst. In der Philosophie hat er sich vor allem kulturalistisch gedachter Anthropologie und dialektischer Philosophie gewidmet.
Philosophiegeschichtlich ist es ihm entsprechend ein Anliegen, die nahezu in Vergessenheit geratenen Philosophen der an Wilhelm Dilthey anschließenden Göttinger Schule wie Georg Misch und Josef König wieder ins Blickfeld aktueller Forschung zurückzuführen. Dies soll unter anderem den Eindruck korrigieren helfen, es habe keine zeitgenössische Heidegger-Kritik in Deutschland gegeben, zu deren Exponenten Misch und König gehörten.
Neben Dilthey, Misch und König können Ernst Cassirer, vor allem seine „Philosophie der Symbolischen Formen“, und die Philosophischen Anthropologen, besonders Helmuth Plessner, aber auch Max Scheler und Arnold Gehlen, als seine wichtigsten Einflüsse gelten.

## Schriften (Auswahl)

### Monographien
- Die Evolutionstheorie und ihr Gegenstand – Beitrag der Methodischen Philosophie zu einer konstruktiven Theorie der Evolution. (Studien zur Theorie der Biologie, hrsg. von Olaf Breidbach und Michael Weingarten – Band 1). VWB, Berlin 1996, ISBN 3-86135-045-9.
- Erfahren von Erfahrungen. Habil. transcript Verlag, Bielefeld 2004, ISBN 3-89942-187-6.

### Gemeinschaftspublikationen
- mit Peter Janich und Kathrin Prieß: Biodiversität. Wissenschaftliche Grundlagen und gesellschaftliche Relevanz. Springer, Berlin 2001. (Wissenschaftsethik und Technikfolgenbeurteilung. Schriftenreihe der „Europäischen Akademie zur Erforschung von Folgen wissenschaftlich-technischer Entwicklungen Bad Neuenahr-Ahrweiler GmbH“ – Bd. 10)
- mit Armin Grunwald und Eva M. Neumann-Held: On Human Nature: Anthropological, Biological and Philosophical Foundations. Springer, Berlin 2002. (Wissenschaftsethik und Technikfolgenbeurteilung. Schriftenreihe der „Europäischen Akademie zur Erforschung von Folgen wissenschaftlich-technischer Entwicklungen Bad Neuenahr-Ahrweiler GmbH“ – Bd. 15)
- mit Dirk Hartmann, Michael Weingarten und Walter Zitterbarth: Kultur, Handlung, Wissenschaft. Für Peter Janich. (Festschrift) Velbrück Wissenschaft, Weilerswist 2002.
- mit Siegfried Blasche und Michael Weingarten: Repraesentatio Mundi. transcript Verlag, Bielefeld 2004, ISBN 978-3-89942-127-9.
- mit Gerhard Gamm und Alexandra Manzei: Zwischen Anthropologie und Gesellschaftstheorie. transcript Verlag, Bielefeld 2005, ISBN 978-3-89942-319-8.

### Herausgeberschaft
- Jahrbuch für Geschichte und Theorie der Biologie. Verlag für Wissenschaft und Bildung (VWB), Berlin
  - mit Michael Weingarten und Eve-Marie Engels: Vol. 6, 1999, ISBN 3-86135-366-0.
  - mit Michael Weingarten und Eve-Marie Engels: Vol. 7, 2000, ISBN 3-86135-367-9.
  - mit Michael Weingarten und Eve-Marie Engels: Vol. 8, 2001, ISBN 3-86135-368-7.
  - mit Michael Weingarten und Nicolaas A. Rupke: Vol. 9, 2003, ISBN 3-86135-369-5.